# Reunión en la cumbre
«Reunión en la cumbre» es el tercer corte del álbum de Los Planetas La leyenda del espacio (RCA, Sony-BMG 2009), también incluido en su recopilatorio Principios básicos de Astronomía (Octubre, Sony-BMG 2009).
Según una entrevista a J y Florent para el número 48 de la revista Zona de Obras, la canción "No parte de una aproximación a un palo flamenco. Tiene una visión más clásica y tradicional, aunque también tiene ritmo y armonías flamencas. Es una canción más actual, más implicada socialmente" (J). Florent, ante la pregunta "¿Estamos ante la primera "canción con mensaje" de Los Planetas?"), responde: "Yo no quería decirlo, pero tú lo has dicho. No llega a ser una canción protesta, pero casi, y la letra es bastante interesante. Muy irónica y curiosa". Jota dice al respecto: "Habla de esos colectivos que deciden los destinos individuales de las personas sin tener en cuenta sus necesidades ni sus opiniones".
Carol Otaduy y Marc Lozano (para Common Films y Nanouk Films con Les Nouveaux Auteurs) grabaron un videoclip promocional de esta canción.

## Créditos
Letra y música J grabada por Pablo Sánchez y mezclada por José Antonio Sánchez y Los Planetas en El Refugio Antiaéreo (Granada).
J: voz, guitarras y sintetizadores.
Florent: guitarras.
Eric: batería y percusiones.
Banin: guitarras y sintetizadores.
Miguel: bajo.